# Заборская (Свердловская область)
Заборская — деревня в Талицком городском округе Свердловской области, Россия.

## Географическое положение
Деревня Заборская муниципального образования «Талицкого городского округа» Свердловской области находится на расстоянии 28 километров (по автотрассе в 38 километрах) к востоку-северо-востоку от города Талица, на правом берегу реки Юшала (левый приток реки Пышма). В окрестностях деревни, в 0,5 километрах к северу проходит Сибирский тракт, а в 2 километрах к югу расположен железнодорожный «о.п. 2054 км» Свердловской железной дороги.

## Население
| 2002 | 2010 |
| ---- | ---- |
| 0    | →0   |